# Duc Duc
Dục Đức (volledige naam: Nguyen Phuoc Ung Chan) (1852 -1883) was de vijfde keizer van de Nguyen-dynastie en hij regeerde van 20 juli 1883 tot 23 juli 1883 Hij was de opvolger van keizer Tu Duc en de 5e keizer van de Nguyen dynastie.